# Karl Inama von Sternegg

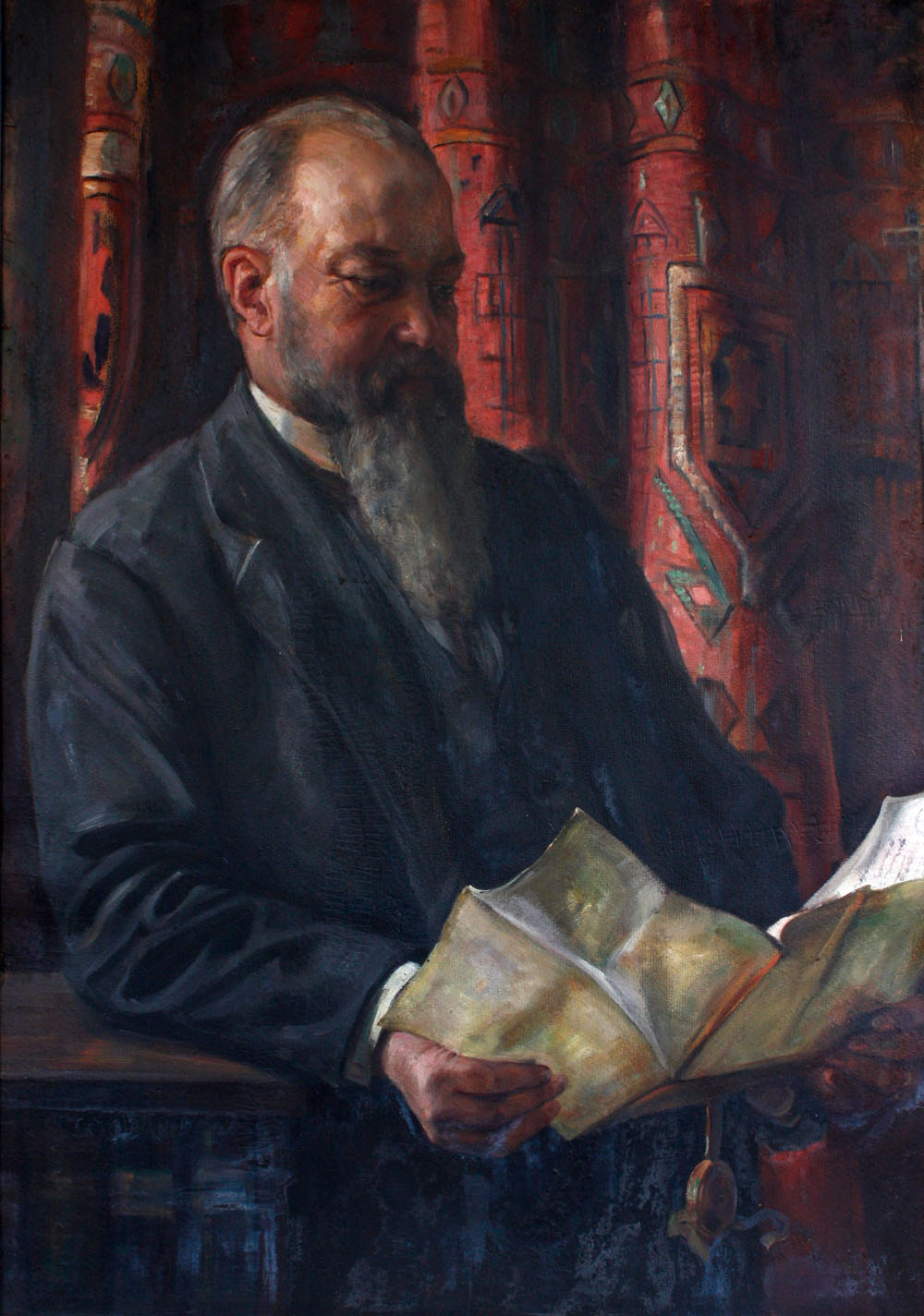
Karl Inama von Sternegg, Porträt von Fanny Inama von Sternegg

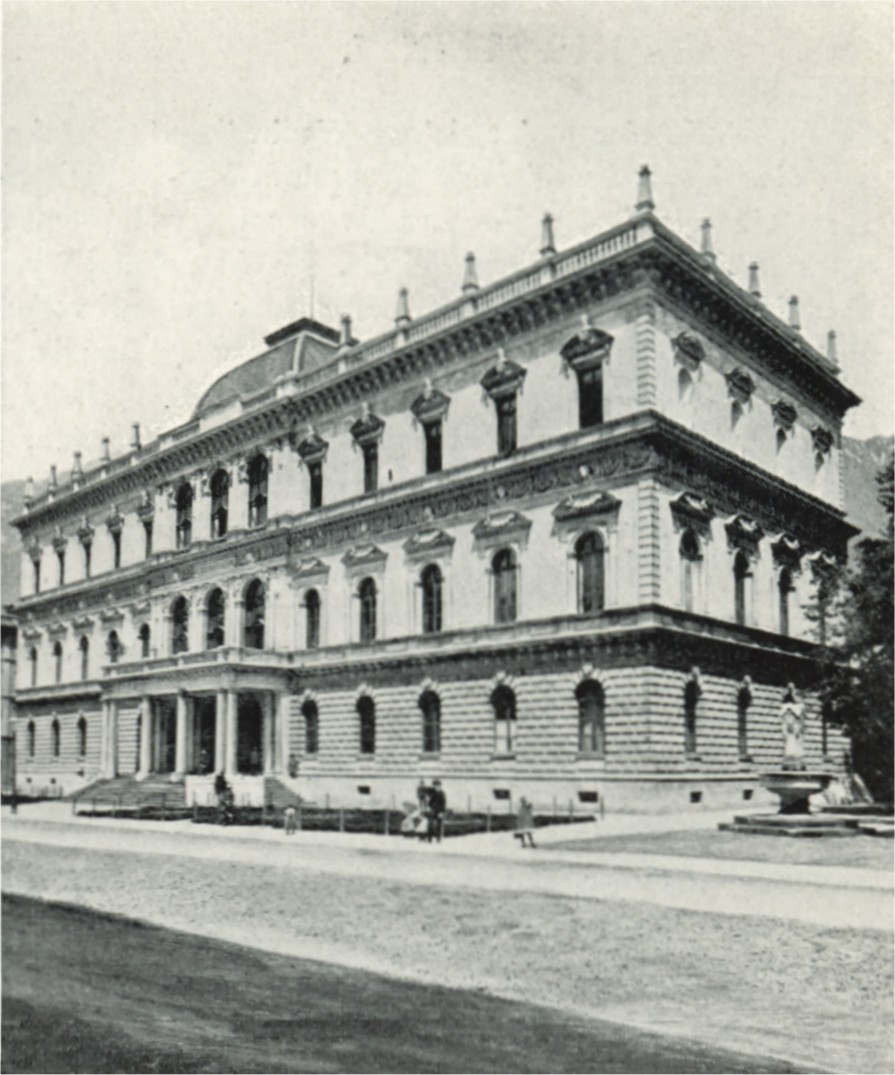
Ferdinandeum um 1898

Karl Inama von Sternegg (* 30. Oktober 1871 in Innsbruck-Wilten; † 30. Mai 1931 in Innsbruck), der erste Sohn von Theodor Inama von Sternegg, war österreichischer Genealoge und Heraldiker und Vorstand des Museums Ferdinandeum in Innsbruck.

## Leben
Karl Inama von Sternegg stammt aus der Familie Inama, deren Wurzeln im Nonstal (Welschtirol) liegen. Nach dem Besuch des Schottengymnasiums sowie einem Jurastudium in Wien und München betätigte er sich ab 1871 in der politischen Verwaltung von Tirol und zwar zunächst in der Bezirkshauptmannschaft von Cles (Welschtirol). Dort nutzte er die Gelegenheit, die Geschichte seiner aus dem Nonsberg stammenden Familie zu erforschen.
Ab 1907 bis zur Pensionierung 1923 war er in Innsbruck als Hofrat tätig. Sein von Jugend an bestehendes großes Interesse für Geschichte und Hilfswissenschaften führte zu vielen wertvollen Artikeln in Zeitungen und Zeitschriften sowie zu nebenberuflichen Unterstützungsaktionen für Heimatschutz, Denkmalpflege und landsmannschaftliche Organisationen.
Von 1923 an bis 1931 führte Inama als Vorstand das Museum Ferdinandeum in Innsbruck mit Geschick durch schwierige Zeiten finanzieller Notlage, glättete Auseinandersetzungen mit dem Tiroler Volkskunstmuseum und bewirkte neben der neuen Präsentation der reichen Sammlungsbestände die bauliche Erweiterung des Museumswestflügels.